# Königreich Murcia (Krone Kastilien)
Das Königreich Murcia (spanisch: Reino de Murcia) war ein mit dem Königreich Kastilien-Léon verbundenes Herrschaftsgebiet im heutigen Spanien.
Ab dem Jahr 1232 führte König Jakob I. von Aragón eine Offensive gegen die an der spanischen Mittelmeerküste gelegenen islamisch-maurischen Taifa-Königreiche, die unter anderem 1237 in der Eroberung des Königreichs Valencia gipfelte. Danach trieb er die Reconquista weiter in den Süden voran, stieß aber bei der Inbesitznahme des Taifa-Königreichs Murcia mit den Interessen Kastiliens zusammen, welches ebenfalls das Land zu annektieren beabsichtigte, um einen Zugang zum Mittelmeer zu bekommen. In mehreren Verträgen zwischen Jakob I. von Aragón und Alfons X. von Kastilien vereinbarte man ein koordiniertes Vorgehen. Am 1. Mai 1243 wurde Murcia von Alfons X. für Kastilien erobert. Nachdem die Mauren nach einem erfolgreichen Aufstand im Jahr 1263 die christliche Herrschaft abgeschüttelt hatten, wurde die Stadt im Februar 1266 von Jakob I. von Aragón erneut erobert, der sie an seinen kastilischen Schwiegersohn zurückerstattete. In den Verträgen von Torrellas (1304) und Elche (1305) wurden zwischen Kastilien und Aragón die letzten Gebietsaufteilungen vereinbart. Aragón erhielt dabei die Städte Medio Vinalopó, Bajo Vinalopó, L’Alacantí und Vega Baja del Segura, die dem Königreich Valencia angeschlossen wurden, während der Hauptteil von Murcia als christliches Königreich institutionell mit Kastilien assoziiert wurde.
Die Inbesitznahme Murcias durch Kastilien bedeutete für Aragón faktisch das Ende seiner Reconquista, da es zum letzten muslimischen Emirat auf spanischem Boden, dem von Granada, keine geographische Verbindung und deshalb auch keine Expansionsmöglichkeiten zu Land mehr besaß. Stattdessen wurde Granada nun vollständig von Kastilien umschlossen.
Im Zuge der durch den Innenminister Francisco Javier de Burgos durchgeführten territorialen Neugliederung Spaniens 1833 wurde das Königreich Murcia in die Provinzen Albacete und Murcia gegliedert, die wiederum in der historischen Region Murcia zusammengefasst wurden. Diese wurde 1983 als eine der 17 autonomen Gemeinschaften Spaniens (Comunidad Autónoma) eingerichtet, wobei allerdings die Provinz Albacete an die autonome Gemeinschaft Kastilien-La Mancha abgegeben werden musste, so dass die autonome Gemeinschaft Murcia seither deckungsgleich mit der Provinz ist.